# Дни грома (фильм, 1990)
«Дни грома» (англ. Days of Thunder) — фильм Тони Скотта 1990 года с Томом Крузом, Робертом Дювалем и Николь Кидман в главных ролях.

## Сюжет
Опытный тренер Гарри Хогг (Роберт Дюваль), покинувший мир профессиональных гонок во избежание скандального расследования, принимает предложение менеджера Тима Дэленда (Рэнди Куэйд) подготовить к соревнованиям Коула Трикла (Том Круз), прежде участвовавшего исключительно в состязаниях на формулах, но желающего испытать силы в NASCAR. Серия заездов проходит успешно, превратив Трикла в самого многообещающего новичка сезона, — но вскоре он вместе с главным соперником Роуди Бёрнсом (Майкл Рукер) попадает в аварию. Зато в клинике Коулу суждено встретить женщину своей мечты — доктора Клер Левики (Николь Кидман).

## В ролях
- Том Круз — Коул Трикл
- Роберт Дюваль — Гарри Хогг
- Николь Кидман — доктор Клэр Левики
- Рэнди Куэйд — Тим Дэланд
- Кэри Элвес — Расс Уиллер
- Майкл Рукер — Роуди Бёрнс
- Фред Далтон Томпсон — Большой Джон
- Джон Си Райли — Бак Бретертон
- Дж. К. Куин — Уэдэлл
- Дон Симпсон — Альдо Беннедетти
- Кэролайн Уильямс — Дженни Бёрнс
- Джералд Молен — доктор Уилхейр

## Саундтрек
1. «The Last Note of Freedom» — Дэвид Ковердэйл
2. «Deal for Life» — John Waite
3. «Break Through the Barrier» — Тина Тёрнер
4. «Hearts in Trouble» — Chicago
5. «Trail of Broken Hearts» — Шер
6. «Knockin' on Heaven's Door» — Guns N' Roses
7. «Gimme Some Lovin'» — The Spencer Davis Group
8. «Show Me Heaven» — Maria McKee
9. «Thunderbox» — Apollo Smile
10. «Love Live the Night» — Joan Jett & The Blackhearts
11. «Gimme Some Lovin'» — Terry Reid